# Rafik Boussaïd
Rafik Boussaïd (* 9. März 1988) ist ein algerischer Fußballspieler.
Der defensive Mittelfeldspieler begann seine Karriere bei ASO Chlef. 2011 wechselte er zum Aufsteiger NA Hussein Dey. Hussein Dey stieg 2012 als Vorletzter aus der Ligue Professionnelle 1 ab, schaffte aber 2014 wieder den Aufstieg. 2015 ging Boussaïd zum Ligakonkurrenten RC Arbaâ. Am dritten Spieltag wurde er allerdings nach dem Spiel gegen RC Relizane bei der Dopingkontrolle positiv getestet und für vier Jahre gesperrt.